# Traité de Fontainebleau (1611)
Pour les articles homonymes, voir Traité de Fontainebleau.

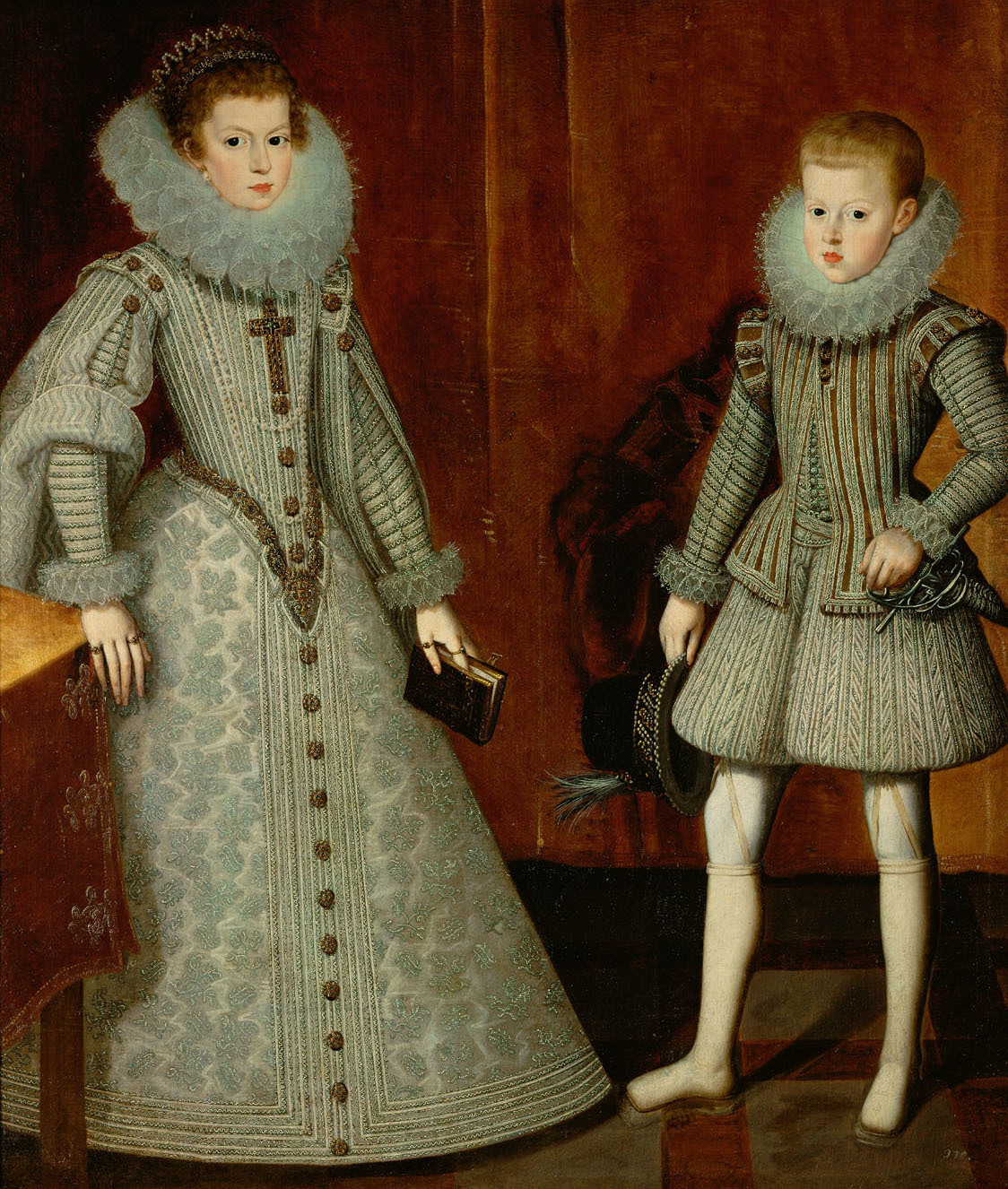
Le roi Philippe IV d’Espagne avec sa sœur, l’infante Anne, portrait en pied

Le traité de Fontainebleau du 30 avril 1611, entre la France et l'Espagne, prévoit l'union de Louis XIII avec Anne d'Autriche et celle d'Elisabeth de France avec le futur Philippe IV d'Espagne.
Ce traité a pour but de d'établir une alliance défensive franco-espagnole valable dix ans, au détriment de l'alliance savoyarde.